# Monzambano
Monzambano is een gemeente in de Italiaanse provincie Mantua (regio Lombardije) en telt 4721 inwoners (31-12-2004). De oppervlakte bedraagt 29,9 km², de bevolkingsdichtheid is 157 inwoners per km².

## Demografie
Monzambano telt ongeveer 1834 huishoudens. Het aantal inwoners steeg in de periode 1991-2001 met 14,7% volgens cijfers uit de tienjaarlijkse volkstellingen van ISTAT.
| Jaar | Inwoneraantal |
| ---- | ------------- |
| 1991 | 3967          |
| 2001 | 4549          |

## Geografie
Monzambano grenst aan de volgende gemeenten: Cavriana, Ponti sul Mincio, Pozzolengo (BS), Valeggio sul Mincio (VR), Volta Mantovana.